# Ehrharta capensis
Ehrharta capensis är en gräsart som beskrevs av Carl Peter Thunberg. Ehrharta capensis ingår i släktet Ehrharta och familjen gräs. Inga underarter finns listade i Catalogue of Life.